# Corpo forestale dello Stato

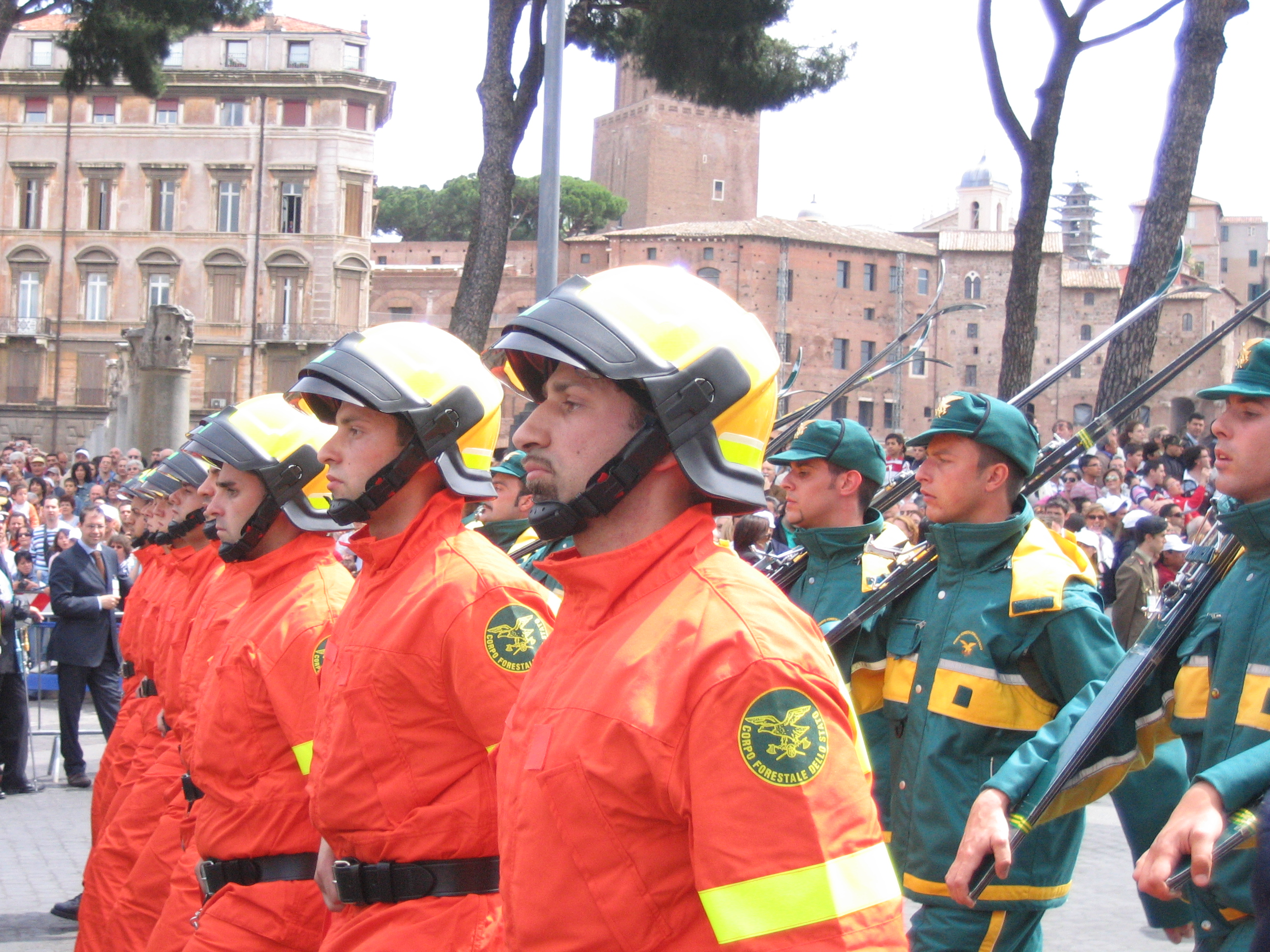
Italienska skogspoliser i skogsbrandsdräkt vid nationaldagsparaden 2007.

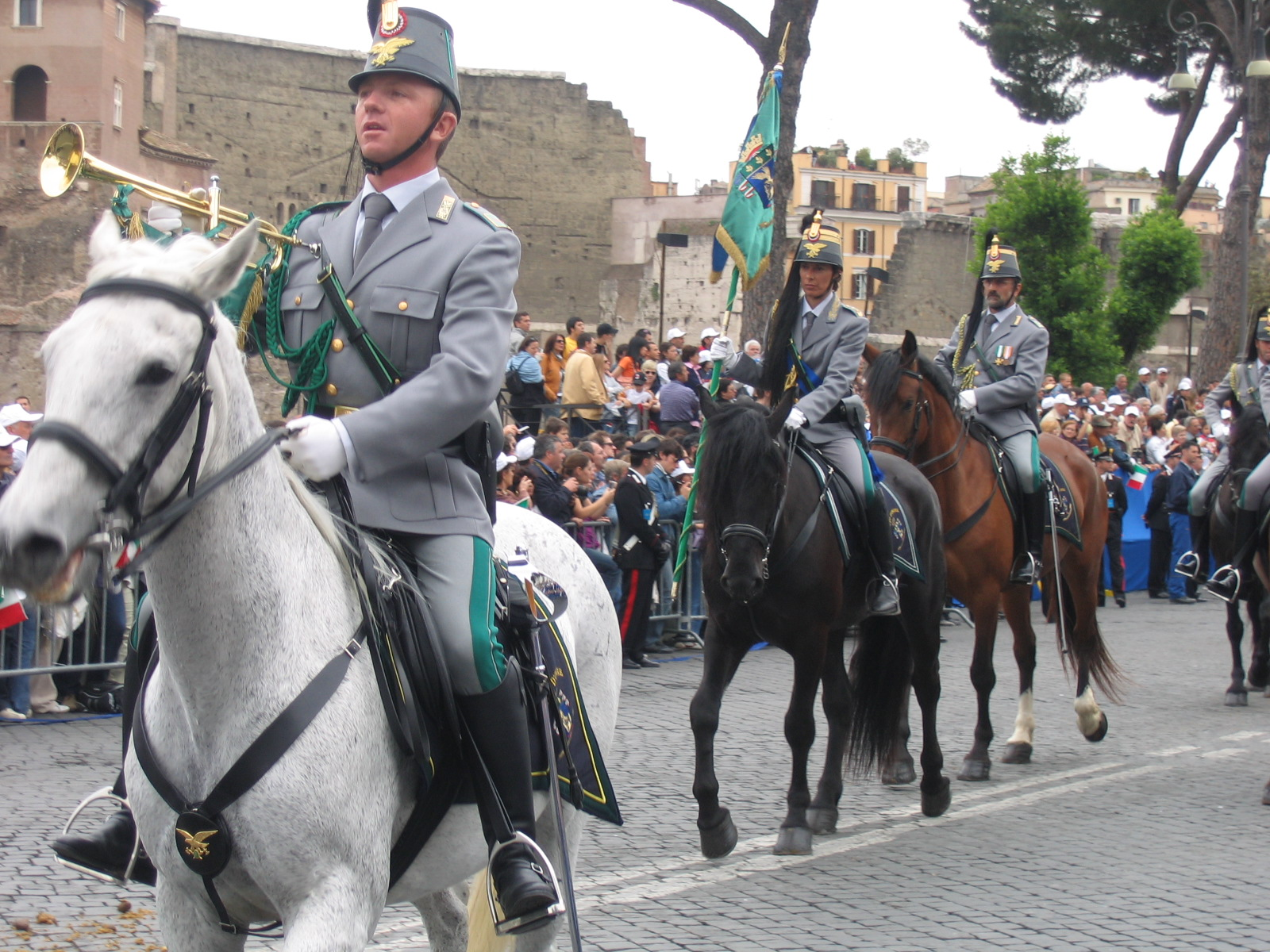
Skogspolisrytteriet i paraddräkt.

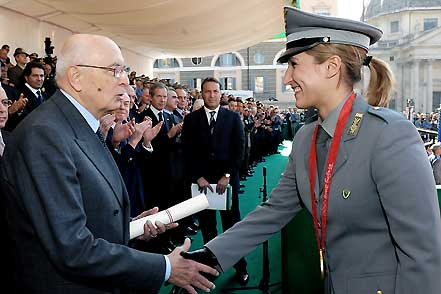
Olympiske guldmedaljören i skeet 2008, skogspolisen Chiara Cainero, hälsar på Italiens president.

Corpo Forestale dello Stato (CFS, italienska för Statliga skogsbruksmyndigheten) var en nationell civil poliskår i Italien. CFS upplöstes den 31 december 2016 och inkorporerades istället i Carabinieri vilket innebar att personalen övergick till militär status.
Utöver CFS har de fem regioner som har autonomistatus egna skogspoliskårer. Dessa fem är Friuli-Venezia Giulia, Sardinien, Sicilien, Trentino-Alto Adige och Valle d'Aosta. Trentino-Alto Adige har två skogspoliskårer, en för Trentino-delen (provinsen Trento) (Corpo Forestale della Provincia autonoma di Trento) och en för Sydtyrolen (Landesforstkorps des Autonomen Provinz Südtirol). Dessa kårer påverkades inte av att den nationella skogspoliskåren uppgick i karabinjärkåren.
Regionen Lombardiet inrättade 2002 en egen skogspoliskår, trots att den saknar autonomistatus. Detta beslut upphävdes dock av den italienska författningsdomstolen som författningsvidrig genom ett domslut 2003.

## Corpo Forestale dello Stato
CFS lydde under Departementet för jordbruk, livsmedel och skogsbruk, och fungerade som en parkvaktsstyrka med ansvar för att skydda Italiens naturresurser, miljö, landskap och ekosystem; särskilt dess nationalparker och nationella skogar. Till deras uppgifter hörde även att gripa tjuvskyttar, utreda miljöbrott, skydda skyddade djurarter, och att förebygga och bekämpa skogsbränder genom dess 44 regionala kommandon och flotta om 22 brandbekämpande flygplan. CFS var även ansvarigt för räddningsinsatser i Italiens bergsområden och för katastrofhjälp.
CFS:s fordon var gröna med en vit rand och orden Corpo Forestale dello Stato i vitt längs sidan. Fordonens registreringsskyltar började med bokstäverna "CF" i rött.

### Tjänstegrader och gradbeteckningar
Tabellen visar tjänstegraderna och gradbeteckningarna vid den italienska skogspolisen.
| Dirigente generale | Dirigente superiore | Dirigente |

| Commissario superiore | Commissario capo | Commissario | Vice commissario |

| Ispettore superiore | Ispettore capo | Ispettore | Vice ispettore |

| Assistente capo | Assistente | Agente scelto | Agente |

## Corpo forestale della Regione Friuli-Venezia Giulia
Skogspolisen i regionen Friuli-Venezia Giulia bildades 1969, då den ersatte den statliga skogspolisen inom regionen. Skogspoliskåren har polisiära uppgifter rörande miljö- och skogsvård. Kåren hade 2006 298 poliser anställda.

### Huvuduppgifter
Skogspoliskåren har till uppgift att förebygga, bekämpa och utreda brott inom följande områden:
- Jakt
- Fiske
- Falkenerande
- Soptippar och nedskräpning
- Stenbrott och sandtag
- Olaglig handel med vilda djur
- Vattenrening
- Användning av jordbruksmark
- Användning av skogsmark
- Skogsbränder
- Svampplockning och blomplockning
- Bete av frigående djur
- Djurskydd
- Terrängfordon
- Stadsplanering
- Vatten
- Regionala parker, reservat och biotoper[5]

### Organisation
Skogspoliskåren består av följande enheter:
- Skogspolisområdet Trieste och Gorizia
- Skogspolisområdet Udine
- Skogspolisområdet Pordenone
- Skogspolisområdet Tolmezzo
- Fältkontoret i Gorizia
- 31 skogspolisstationer[4]

### Tjänstegrader
Skogspolisen i Friuli-Venezia Giulia har följande tjänstegrader.
| Corpo forestale della Regione Friuli-Venezia Giulia |
| --------------------------------------------------- |
| Guardia forestale                                   |
| Guardia forestale scelto                            |
| Maresciallo forestale                               |
| Maresciallo forestale capo                          |
| Maresciallo forestale superiore                     |
| Ispettore forestale                                 |
| Ispettore forestale scelto                          |

## Corpo forestale della Regione Siciliana

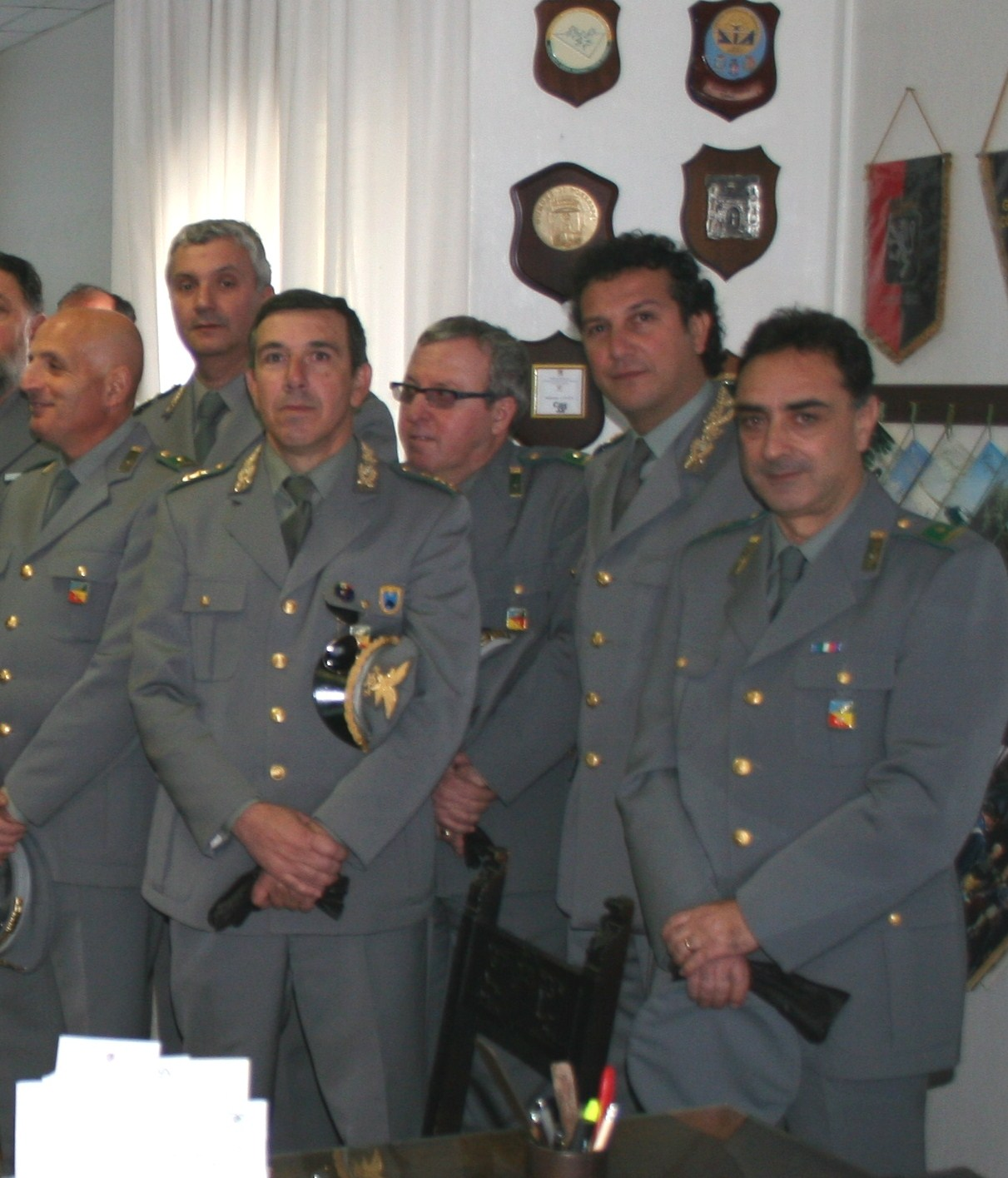
Arbetsledande personal från den sicialanska skogspolisen.

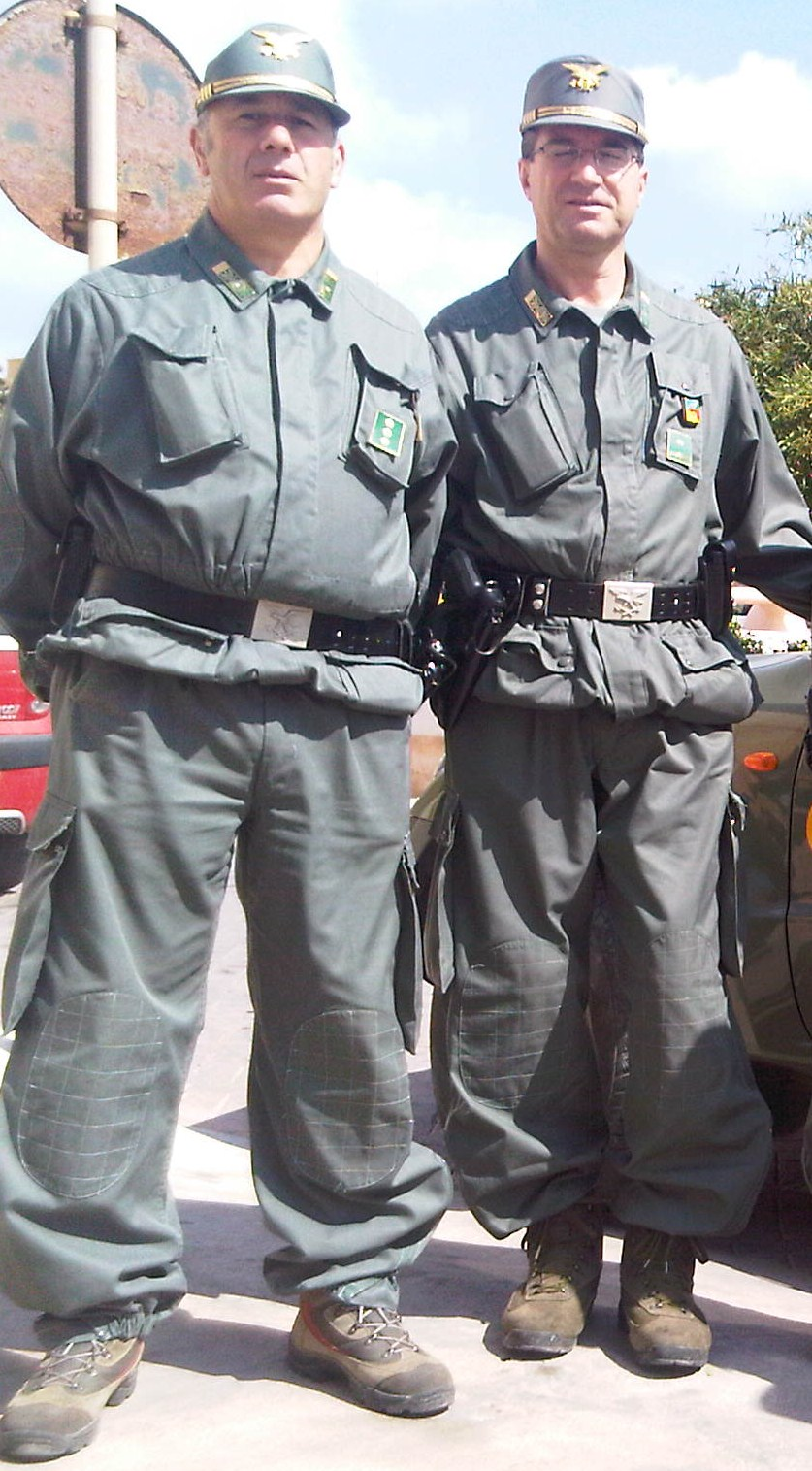
Sicilanska skogspoliser i arbetsdräkt.

Regionen Siciliens skogspolis inrättades av den sicilianska regionalförsamlingen 1972, med stöd av lagstiftningen om Siciliens ställning som speciell autonom region. Den sicilianska skogspolisen har inom regionen samma befogenheter som den nationella skogspolisen.

### Huvuduppgifter
- Skogsbrandförsvar
- Övervakning av områden av betydelse för vattenförsörjningen och betesgång.
- Övervakning av nationalparker och naturvårdsområden.
- Miljöskydd och bekämpning av byggnadsöverträdelser, olaglig avfallshantering och olaglig dumpning av giftigt och skadligt avfall.
- Skydd av flora och fauna, även innefattande bekämpning av olaglig handel med utrotningshotade växter och djur enligt Washingtonkonventionen.
- Övervakning av fornminnen och bekämpning av olagliga utgrävningar och fornminnesplundring.
- Övervakning och kontroll av vattennedsmutsning.
- Fiske- och jaktvårdspolis.
- I samarbete med andra polisiära organ upprätthålla allmän ordning och säkerhet.
- Kriminalpolisverksamhet på uppdrag av de rättsliga myndigheterna, både avseende miljöbrott och andra brott.
- Civilförsvar
- Information och upplysning rörande miljövård och skogsvård.
- Ceremoniell verksamhet.[8]

### Tjänstegrader
Jämförelse mellan tjänstegraderna i den sicilianska och den italienska skogspolisen 1999-2006

| Corpo Forestale della Regione Siciliana | Corpo Forestale dello Stato |  |
| --------------------------------------- | --------------------------- |  |
| Guardia                                 | Agente                      |  |
| Guardia scelta med 5 tjänsteår          | Agente scelto               |  |
| Guardia scelta med 7 tjänsteår          | Assistente                  |  |
| Guardia scelta med 12 tjänsteår         | Assistente capo             |  |
|                                         |                             |  |
| Guardia scelta med16 tjänsteår          | Vice sovrintendente         |  |
| Guardia scelta med 20 tjänsteår         | Sovrintendente              |  |
| Guardia scelta med 25 tjänsteår         | Sovrintendente capo         |  |
|                                         |                             |  |
| Brigadiere                              | Vice ispettore              |  |
| Maresciallo                             | Ispettore                   |  |
| Maresciallo med 5 tjänsteår             | Ispettore capo              |  |
| Maresciallo med 17 tjänsteår            | Ispettore superiore         |  |
|                                         |                             |  |
| Dirigente tecnico forestale             | Primo dirigente             |  |
| Dirigente superiore tecnico forestale   | Dirigente superiore         |  |
| Direttore regionale                     | Dirigente generale          |  |

Jämförelse mellan tjänstegraderna i den sicilianska och den italienska skogspolisen från 2007

| Corpo Forestale della Regione Siciliana | Corpo Forestale dello Stato |  |
| --------------------------------------- | --------------------------- |  |
| Agente                                  | Agente                      |  |
| Agente scelto                           | Agente scelto               |  |
| Assistente                              | Assistente                  |  |
| Assistente capo                         | Assistente capo             |  |
|                                         |                             |  |
| Vice sovrintendente                     | Vice sovrintendente         |  |
| Sovrintendente                          | Sovrintendente              |  |
| Sovrintendente capo                     | Sovrintendente capo         |  |
|                                         |                             |  |
| Vice ispettore                          | Vice ispettore              |  |
| Ispettore                               | Ispettore                   |  |
| Ispettore capo                          | Ispettore capo              |  |
| Ispettore superiore                     | Ispettore superiore         |  |
|                                         |                             |  |
| Dirigente tecnico forestale             | Primo dirigente             |  |
| Dirigente superiore tecnico forestale   | Dirigente superiore         |  |
| Direttore regionale                     | Dirigente generale          |  |

## Corpo forestale e di vigilanza ambientale della Regione Sarda
Regionen Sardiniens skogspolis inrättades av den sardinska regionalförsamlingen 1985, med stöd av lagstiftningen om Siciliens ställning som speciell autonom region. Den hade 2009 1 200 anställda, 80 skogspolisstationer och 9 sjöbaser.

### Huvuduppgifter
- Skogsbrandförsvar och civilförsvar
- Bekämpning av brott mot allmän ordning och säkerhet samt av miljöbrott
- Tekniskt skydd av regionens skogstillgångar, parker, reservat, biotoper och andra områden av betydelse för naturvården och betesgången
- Bekämpning jakt- och fiskebrott samt olaglig nedskräpning
- Bekämpning brott mot Washingtonkonventionen
- Övervakning av regionens vattentillgångar, kulturminnen och byggnadsplanering.[11]

### Organisation
Ledningen över Sardiniens skogspolis utövas av en generaldirektion, Direzione generale del corpo forestale e di vigilanza ambientale. Under generaldirektionen lyder sju territoriella inspektorat, vilka sammanlagt har 80 skogspolissationer.

### Tjänstegrader
Jämförelse mellan tjänstegraderna i den sardinska och den italienska skogspolisen.
| Nr | Corpo Forestale e di vigilanza ambientale della Regione Sarda | Corpo Forestale dello Stato      |
| -- | ------------------------------------------------------------- | -------------------------------- |
| A1 | Agente                                                        | Agente                           |
| A2 | Assistente                                                    | Assistente                       |
| A3 | Assistente Capo                                               | Assistente capo                  |
|    |                                                               |                                  |
| B1 | Ispettor                                                      | Ispettore                        |
| B2 | Ispettore capo                                                | Ispettore capo                   |
| B3 | Ispettore superiore                                           | Ispettore superiore              |
|    |                                                               |                                  |
| C1 | Vice commissario                                              | Commissario forestale            |
| C2 | Commissario                                                   | Commissario capo forestale       |
| C3 | Commisario capo                                               | Commissario superiore forestale  |
| C4 | Commissario superiore                                         | Vice questore aggiunto forestale |
|    |                                                               |                                  |
|    | Dirigente                                                     | Primo dirigente                  |
|    | Dirigente generale Comandante del corpo                       | Dirigente generale               |

## Corpo forestale della Provincia autonoma di Trento
Den autonoma porvinsen Trentos skogspoliskår bildades 1997.

### Huvuduppgifter
- Skydd, övervakning och kontroll av provinsens territorium och miljö avseende skogsbruk, biologiska mångfald, naturvärden, betesmarker, fauna, flora, svampar, mark, vatten, offentlig egendom och vattendrag.
- Medverkan vid brandförsvar, civilförsvar och befolkningsskydd.
- Medverkan vid att upprätthålla allmän ordning och säkerhet på begäran av de kompetenta myndigheterna.
- Informations- och upplysningsverksamhet inom kårens verksamhetsområde.
- Övriga uppgifter innefattar även den trafikpolisiära övervakning som överförts från den statliga polisen till provinspolisen.[15]

### Organisation
Skogspoliskåren är underställd det provinsiella Dipartimento Risorse forestali e montane (departementet för skogs- och bergsresurser) och består av 11 distriktskontor och 43 skogspolisstationer.

### Tjänstegrader
Den trentinska skogspolisen har följande tjänstegrader.
| Corpo forestale della Provincia Autonoma di Trento      |
| ------------------------------------------------------- |
| Agente forestale                                        |
| Assistente forestale                                    |
| Ispettore forestale                                     |
| Ispettore forestale capo                                |
| Ispettore forestale superiore                           |
| Ispettore forestale superiore scelto                    |
| Commissario forestale                                   |
| Commissario forestale capo                              |
| Vice questore forestale aggiunto                        |
| Dirigente forestale                                     |
| Dirigente generale - Capo del Corpo forestale della PAT |

## Landesforstkorps des Autonomen Provinz Südtirol
Den autonoma provinsen Sydtyrolen har inom ramen för autonomistadgandena upprättat en egen skogspolis. Den har till uppgift att genomföra provinsens skogspolitiska mål:
- Uthållig markanvändning för skogar, bergsängar, fäbodar och betesmarker. Framförallt skall skogsmark i sin helhet skyddas och användas.

För att uppnå detta mål finns det å ena sidan inskränkningar i förfoganderätten över egen mark, genom tillståndsplikt för till exempel skogsavverkningar och skogsbeten, och å andra sidan statliga bidrag till markägarna för att genomföra åtgärder i egen regi till skydd för skogsmarken.

### Huvuduppgifter
- Administration av provinsens skogar inklusive provinsens egna domäner
- Övervakning av offentliga och privata skogar
- Hydrogeologisk övervakning och skogspolisiära uppgifter
- Genomförande av skogsvårdsåtgärder, skoglig byggnadsverksamhet och skogskyddsåtgärder
- Bergsförbättringar och åtgärder för att stödja fäbodväsendet
- Skogsinventeringar och skoglig markplanering
- Jakt- och fiskevård [20]

### Organisation
Under en centralavdelning lyder fyra centralbyråer och åtta skogsinspektorat med sammanlagt 43 skogsstationer och sju tjänsteställen för jakt- och fiskepolis.

### Tjänstegrader
Jämförelse mellan tjänstegraderna i den sydtyrolska och den italienska skogspolisen.
| Landesforstkorps des Autonomen Provinz Südtirol | Corpo Forestale dello Stato      |  |
| ----------------------------------------------- | -------------------------------- |  |
| Forstwart                                       | Agente                           |  |
| Forstwache                                      | Agente scelto                    |  |
| Forstaufseher                                   | Assistente                       |  |
| Forstoberaufseher                               | Assistente capo                  |  |
|                                                 |                                  |  |
| Försterstellvertreter                           | Vice sovrintendente              |  |
| Förster                                         | Sovrintendente                   |  |
| Oberförster                                     | Sovrintendente capo              |  |
|                                                 |                                  |  |
| Fostinspektorsstellvertreter                    | Vice ispettore                   |  |
| Forstinspektor                                  | Ispettore                        |  |
| Oberforstinspektor                              | Ispettore capo                   |  |
| Hauptforstinspektor                             | Ispettore superiore              |  |
|                                                 |                                  |  |
| Forstratstellvertreter                          | Vice commissario forestale       |  |
| Forstrat                                        | Commissario forestale            |  |
| Oberforstrat                                    | Commissario capo forestale       |  |
| Forstdirektor                                   | Vice questore aggiunto forestale |  |

## Corps Forestier de la Vallée d'Aoste
Den autonoma regionen Valle d'Aosta bildade en skogspoliskår 1947. Nuvarande regionala lagstiftning som reglerar kårens verksamhet är från 2002. Kårens viktigaste uppgifter avser skogsmarker, miljövård, jaktuppsyn.

### Huvuduppgifter
- Skogspolis
- Miljöpolis
- Jaktpolis[24]

Ansvarsområden utgörs av skogsmarken, vattenresurserna, viltet och den alpina floran.
Skogspoliskåren är också ledande organ för det regionala skogsbrandförsvaret.
Skogspolisen har ett nära samarbete med de regionala myndigheter som ansvarar för flora, fauna, jakt och fiske; skogsvård; alpint resursutnyttjande; det regionala brandförsvaret; civilförsvaret.

### Organisation
Skogspolisen i Valle d'Aosta är organiserad enligt följande:
- Bureau de la surveillance de l'environnement (Miljövårdsbyrå)[28]
- Bureau des affaires générales (Allmän byrå)[29]
- 16 skogspolisstationer[30]

### Tjänstegrader
Skogspolisen i Vallée d'Aoste har bland annat följande tjänstegrader.
| Corps Forestier de la Vallée d'Aoste | Antal tjänster 2010 |
| ------------------------------------ | ------------------- |
| Garde Forestier                      | 96                  |
| Brigadier Forestier                  | 35                  |
| Adjudant Chef Forestier              | 24                  |
| Commandant adjoint                   | 1                   |
| Commandant                           | 1                   |

## Fotnoter
1. ↑  Corriera della Sera: Lombardia, primo via libera al corpo forestale regionale http://archiviostorico.corriere.it/2001/dicembre/13/Lombardia_primo_via_libera_corpo_co_5_0112134504.shtml 2008-11-14
2. ↑  LA CORTE COSTITUZIONALE: Sentenza n. 313 del 2003 http://www.dirittoregionale.it/regioneemiliaromagna/decisione/visualizza.php?anno=2003&numero=313 Arkiverad 5 mars 2016 hämtat från the Wayback Machine. 2008-11-14
3. ↑  http://www.camera.it/parlam/leggi/deleghe/03193dl.pdf 2008-11-10
4. 1 2  http://www.regione.fvg.it/rafvg/utility/areaArgomento.act?dir=/rafvg/cms/RAFVG/GEN/corpoforestale/ 2008-11-10
5. ↑  http://www.regione.fvg.it/rafvg/utility/dettaglio.act;jsessionid=69C710EFD941CDA3C4E3F36CDD11DF7A?dir=/rafvg/cms/RAFVG/GEN/corpoforestale/FOGLIA1/ 2009-11-10
6. ↑  http://lexview-int.regione.fvg.it/FontiNormative/Regolamenti/D_P_REG_0284-2005.pdf 2009-10-05
7. ↑  ”Arkiverade kopian”. Arkiverad från originalet den 28 september 2008. https://web.archive.org/web/20080928192212/http://www.regione.sicilia.it/Agricolturaeforeste/corpoforestale/storiadelcorpo.asp. Läst 3 november 2008. 2008-11-03
8. ↑  ”Arkiverade kopian”. Arkiverad från originalet den 28 oktober 2008. https://web.archive.org/web/20081028153436/http://www.regione.sicilia.it/Agricolturaeforeste/corpoforestale/compiti/hmcompiti.asp. Läst 3 november 2008. 2008-11-03
9. ↑  ’’ LEGGE REGIONALE 8 maggio 2001, n. 7’’ 
”Arkiverade kopian”. Arkiverad från originalet den 25 september 2008. https://web.archive.org/web/20080925233845/http://www.regione.sicilia.it/Agricolturaeforeste/Assessorato/allegati/faun_venatorio/normativa/l.r.7-01.htm. Läst 3 november 2008. 2008-11-03
10. ↑  Istituzione e disciplina dei nuovi distintivi di grado da affidare alle categorie del personale che riveste funzioni speciali di polizia giudiziaria e di pubblica sicurezza del Corpo forestale della Regione 2007 http://www.gurs.regione.sicilia.it/Gazzette/g07-27/g07-27-p9.html Arkiverad 5 mars 2016 hämtat från the Wayback Machine. 2008-11-04
11. 1 2  http://www.regione.sardegna.it/servizi/cittadino/corpoforestale.html 2009-11-04
12. ↑  http://www.sardegnaambiente.it/index.php?xsl=611&s=19&v=9&c=5017&es=4272&na=1&n=10 2008-11-04
13. ↑  http://web.tiscalinet.it/andaitalia/coran3-4.htm 2008-11-04
14. ↑  Disciplinare di attribuzione dei distintivi di grado degli Ufficiali del Corpo Forestale e di Vigilanza Ambientale della Regione Sarda”. http://www.regione.sardegna.it/documenti/1_5_20081009124855.pdf 2008-11-04
15. 1 2  ”Arkiverade kopian”. Arkiverad från originalet den 5 juni 2008. https://web.archive.org/web/20080605011320/http://www.dip-foreste.provincia.tn.it/. Läst 14 november 2008. 2008-11-.14
16. ↑  ”Arkiverade kopian”. Arkiverad från originalet den 8 maj 2006. https://web.archive.org/web/20060508070156/http://www.dip-foreste.provincia.tn.it/default.htm. Läst 14 november 2008. 2008-11-14
17. ↑  ”Arkiverade kopian”. Arkiverad från originalet den 28 februari 2009. https://web.archive.org/web/20090228131932/http://www.foreste.provincia.tn.it/organizzazione/org_index.htm. Läst 14 november 2008. 2008-11-14
18. ↑  http://www.regione.taa.it/bu/2009/S3200901.pdf 2009-10-05
19. ↑  http://www.provinz.bz.it/forst/forstdienst/zielsetzung.asp 2008-11-04
20. ↑  LANDESGESETZ vom 23. April 1992, Nr. 10 1) http://lexbrowser.provinz.bz.it/lexbrowser/lgbzp/getlex.asp?lex=lg-1992-10 2008-11-04
21. ↑  http://www.provinz.bz.it/forst/forstdienst/organisation.asp 2008-11-04
22. ↑  http://www.provinz.bz.it/forst/forstdienst/landesforstkorps.asp 2008-11-09
23. ↑  http://www.provinz.bz.it/forst/forstdienst/rangabzeichen.asp 2008-11-09
24. 1 2  ”Arkiverade kopian”. Arkiverad från originalet den 13 november 2005. https://web.archive.org/web/20051113090927/http://www.regione.vda.it/risorsenaturali/corpoforestale/chisiamo/cenni_storici/default_f.asp. Läst 9 november 2008. 2008-11-09
25. ↑  ”Arkiverade kopian”. Arkiverad från originalet den 4 december 2008. https://web.archive.org/web/20081204072245/http://www.regione.vda.it/risorsenaturali/corpoforestale/attivita/default_f.asp. Läst 9 november 2008. 2008-11-09
26. ↑  ”Arkiverade kopian”. Arkiverad från originalet den 4 december 2008. https://web.archive.org/web/20081204072317/http://www.regione.vda.it/risorsenaturali/corpoforestale/incendi/default_f.asp. Läst 9 november 2008. 2008-11-09
27. ↑  ”Arkiverade kopian”. Arkiverad från originalet den 4 december 2008. https://web.archive.org/web/20081204115828/http://www.regione.vda.it/risorsenaturali/corpoforestale/chisiamo/default_f.asp. Läst 9 november 2008. 2008-11-09
28. ↑  ”Arkiverade kopian”. Arkiverad från originalet den 4 december 2008. https://web.archive.org/web/20081204115555/http://www.regione.vda.it/risorsenaturali/corpoforestale/upta/default_f.asp. Läst 9 november 2008. 2008-09-11
29. ↑  ”Arkiverade kopian”. Arkiverad från originalet den 4 december 2008. https://web.archive.org/web/20081204114929/http://www.regione.vda.it/risorsenaturali/corpoforestale/uag/default_f.asp. Läst 9 november 2008. 2008-11-09
30. ↑  ”Arkiverade kopian”. Arkiverad från originalet den 4 december 2008. https://web.archive.org/web/20081204033551/http://www.regione.vda.it/risorsenaturali/corpoforestale/stazioni/default_f.asp. Läst 9 november 2008. 2008-11-09
31. ↑  Corps Forestier de la Vallée d'Aoste - Présentation Arkiverad 4 december 2008 hämtat från the Wayback Machine. 2011-12-23.
32. ↑  ASSESSORAT DE L'AGRICULTURE ET DES RESSOURCES NATURELLES Arkiverad 25 augusti 2011 hämtat från the Wayback Machine. 2011-12-23.